# Мустафа Джеджелі
Мустафа Джеджелі (тур. Mustafa Ceceli; нар. 2 листопада 1980, Анкара, Туреччина) — турецький співак, композитор та продюсер. 

## Життя та кар'єра
Мустафа Джеджелі народився в Анкарі 2 листопада 1980 року. З дитинства навчався грі на фортепіано. Під час навчання на кафедрі ветеринарії Університету Анкари грав на клавішних у гурті, який створили його друзі. Після третього курсу він склав вступні іспити до Університету Єдітепе в Стамбулі та продовжив навчання на відділі менеджменту. 
Після переїзду з Анкари до Стамбула в 2003 році він займався аранжуванням пісень різних виконавців. Його професійна музична кар’єра розпочалася після знайомства з Озаном Доулу та після аранжування пісень Сезен Аксу. 
Перший синґл "Limon Çiçekleri" вийшов 14 липня 2009 року, він піднявся на перше місце в музичних чартах і став найкращим синґлом року.
20 листопада 2009 року вийшов перший альбом, який був названий іменем виконавця – Mustafa Ceceli.
У 2010 і 2014 він двічі виграв Turkey Music Awards у категоріях "Ліпший альбом" і "Ліпший виконавець".

## Дискографія

### Студійні альбоми
- 2009: Mustafa Ceceli
- 2012: Es
- 2014: Kalpten
- 2015: Aşk İçin Gelmişiz
- 2017: Zincirimi Kırdı Aşk

### Збірки
- 2013: Mustafa Ceceli 5. Yıl
- 2016: Mustafa Ceceli Koleksiyon

### Ремікси
- 2010: Mustafa Ceceli Remixes
- 2011: Eksik Remix 2011
- 2012: Es+ Remixes

### Інше
- 2017: Simsiyah